# Élections législatives de 1914 dans les Deux-Sèvres
 (mai 2021).
Si vous disposez d'ouvrages ou d'articles de référence ou si vous connaissez des sites web de qualité traitant du thème abordé ici, merci de compléter l'article en donnant les références utiles à sa vérifiabilité et en les liant à la section « Notes et références ».
Les élections législatives de 1914 dans les Deux-Sèvres ont eu lieu les 26 avril et 10 mai.

## Élus
|   | Circonscription | Député sortant    |  | Groupe parlementaire | Député élu        |  | Groupe parlementaire |
| - | --------------- | ----------------- |  | -------------------- | ----------------- |  | -------------------- |
| 1 | Bressuire       | Henry Taudière    |  | Droites              | Henry Taudière    |  | Droites              |
| 2 | Melle           | Ferdinand Rougier |  | Gauche radicale      | Victor Fleuret    |  | PRRRS                |
| 3 | 1re de Niort    | Guy Disleau       |  | Union démocratique   | Guy Disleau       |  | Gauche démocratique  |
| 4 | 2e de Niort     | Henri de La Porte |  | SFIO                 | Henri de La Porte |  | SFIO                 |
| 5 | Parthenay       | Louis Demellier   |  | Gauche radicale      | Louis Demellier   |  | PRRRS                |

## Résultats à l'échelle du département
| Partis         | Partis                                           | Premier tour | Premier tour | Deuxième tour | Deuxième tour | Sièges |
| Partis         | Partis                                           | Voix         | %            | Voix          | %             | Sièges |
| -------------- | ------------------------------------------------ | ------------ | ------------ | ------------- | ------------- | ------ |
|                | Parti républicain, radical et radical-socialiste | 28 372       | 33,68        | 6 941         | 45,96         | 2      |
|                | Parti républicain démocratique                   | 19 468       | 23,11        | 8 142         | 53,91         | 1      |
|                | Action libérale populaire                        | 14 299       | 16,97        |               |               | 0      |
|                | Droite                                           | 14 176       | 16,83        | 1             |               |        |
|                | Section française de l'Internationale ouvrière   | 6 343        | 7,53         | 1             |               |        |
|                | Divers                                           | 1 584        | 1,88         | 20            | 0,13          | 0      |
|                |                                                  |              |              |               |               |        |
| Inscrits       | Inscrits                                         | 110 192      | 100,00       | 18 519        | 100,00        | 5      |
| Votants        | Votants                                          | 89 772       | 81,47        | 15 243        | 82,31         |        |
| Abstention     | Abstention                                       | 20 420       | 18,53        | 3 276         | 17,69         |        |
| Blancs et nuls | Blancs et nuls                                   | 5 530        | 6,16         | 160           | 1,05          |        |
| Exprimés       | Exprimés                                         | 84 242       | 93,84        | 15 083        | 98,95         |        |

## Résultats par arrondissement

### Arrondissement de Bressuire
| Candidats      | Candidats      | Étiquette      | Premier tour | Premier tour |
| Candidats      | Candidats      | Étiquette      | Voix         | %            |
| -------------- | -------------- | -------------- | ------------ | ------------ |
|                | Henry Taudière | Droite         | 14 176       | 90,58        |
|                | Leloup         | Divers         | 1 474        | 9,42         |
|                |                |                |              |              |
| Inscrits       | Inscrits       | Inscrits       | 28 272       | 100,00       |
| Votants        | Votants        | Votants        | 19 966       | 70,62        |
| Abstention     | Abstention     | Abstention     | 8 306        | 29,38        |
| Blancs et nuls | Blancs et nuls | Blancs et nuls | 4 316        | 21,62        |
| Exprimés       | Exprimés       | Exprimés       | 15 650       | 78,38        |

### Arrondissement de Melle
| Candidats      | Candidats        | Étiquette      | Premier tour | Premier tour |
| Candidats      | Candidats        | Étiquette      | Voix         | %            |
| -------------- | ---------------- | -------------- | ------------ | ------------ |
|                | Victor Fleuret   | PRRRS          | 10 335       | 53,53        |
|                | Gaston Deschamps | PRD (FDG)      | 8 863        | 45,90        |
|                | Roullet          | Divers         | 110          | 0,57         |
|                |                  |                |              |              |
| Inscrits       | Inscrits         | Inscrits       | 22 793       | 100,00       |
| Votants        | Votants          | Votants        | 19 653       | 86,22        |
| Abstention     | Abstention       | Abstention     | 3 140        | 13,78        |
| Blancs et nuls | Blancs et nuls   | Blancs et nuls | 345          | 1,76         |
| Exprimés       | Exprimés         | Exprimés       | 19 308       | 98,24        |

### Arrondissement de Niort

#### 1recirconscription
| Candidats      | Candidats      | Étiquette      | Premier tour | Premier tour | Deuxième tour | Deuxième tour |
| Candidats      | Candidats      | Étiquette      | Voix         | %            | Voix          | %             |
| -------------- | -------------- | -------------- | ------------ | ------------ | ------------- | ------------- |
|                | Corbin         | PRRRS          | 6 055        | 40,06        | 6 941         | 45,96         |
|                | Guy Disleau    | PRD (FDG)      | 4 983        | 32,97        | 8 142         | 53,91         |
|                | Pierrey        | ALP            | 4 076        | 26,97        |               |               |
|                | Divers         | Divers         |              |              | 20            | 0,13          |
|                |                |                |              |              |               |               |
| Inscrits       | Inscrits       | Inscrits       | 18 519       | 100,00       | 18 519        | 100,00        |
| Votants        | Votants        | Votants        | 15 357       | 82,93        | 15 243        | 82,31         |
| Abstention     | Abstention     | Abstention     | 3 162        | 17,07        | 3 276         | 17,69         |
| Blancs et nuls | Blancs et nuls | Blancs et nuls | 243          | 1,58         | 160           | 1,05          |
| Exprimés       | Exprimés       | Exprimés       | 15 114       | 98,42        | 15 083        | 98,95         |

#### 2ecirconscription
| Candidats      | Candidats         | Étiquette      | Premier tour | Premier tour |
| Candidats      | Candidats         | Étiquette      | Voix         | %            |
| -------------- | ----------------- | -------------- | ------------ | ------------ |
|                | Henri de La Porte | SFIO           | 6 343        | 53,01        |
|                | Paul Mercier      | PRD            | 5 622        | 46,99        |
|                |                   |                |              |              |
| Inscrits       | Inscrits          | Inscrits       | 14 851       | 100,00       |
| Votants        | Votants           | Votants        | 12 293       | 82,78        |
| Abstention     | Abstention        | Abstention     | 2 558        | 17,22        |
| Blancs et nuls | Blancs et nuls    | Blancs et nuls | 328          | 2,67         |
| Exprimés       | Exprimés          | Exprimés       | 11 965       | 97,33        |

### Arrondissement de Parthenay
| Candidats      | Candidats       | Étiquette      | Premier tour | Premier tour |
| Candidats      | Candidats       | Étiquette      | Voix         | %            |
| -------------- | --------------- | -------------- | ------------ | ------------ |
|                | Louis Demellier | PRRRS          | 11 982       | 53,96        |
|                | De Vissocq      | ALP            | 10 223       | 46,04        |
|                |                 |                |              |              |
| Inscrits       | Inscrits        | Inscrits       | 25 757       | 100,00       |
| Votants        | Votants         | Votants        | 22 504       | 87,37        |
| Abstention     | Abstention      | Abstention     | 3 253        | 12,63        |
| Blancs et nuls | Blancs et nuls  | Blancs et nuls | 299          | 1,33         |
| Exprimés       | Exprimés        | Exprimés       | 22 205       | 98,67        |